# Джек Болдвін
Сер Джек Бо́лдвін (англ. Jack Baldwin; 8 серпня 1938 — 4 січня 2020) — англійський хімік, автор правила Болдвіна для реакцій циклізації. Член Лондонського королівського товариства (з 1978 року), колишній професор (1978—2005) і голова факультету органічної хімії Оксфордського університету.
Навчався в Імперському коледжі Лондона, де отримав ступінь бакалавра 1960 року. Захистив докторську дисертацію під керівництвом нобелівського лауреата Дерека Бартона (1964).
У 1963—1978 роках Джек Болдвін викладав в Імперському коледжі, університеті штату Пенсильванія і Массачусетському технологічному інституті. У МТІ він зробив найвідоміше своє відкриття — правила Болдвіна. 1978 року переїхав до Оксфордського університету, де завідував відомою лабораторією Дайсона Перрінса (англ. Dyson Perrins Laboratory) аж до її закриття 2003 року.
Професор Болдвін вийшов на пенсію 2005 року, але продовжує вести дослідження і керувати науковою групою. Сфера його наукових інтересів: механізми реакцій, методологія органічного синтезу, повний синтез сполук природного походження, дослідження процесів біосинтезу.

## Відомі роботи
- J. E. Baldwin Rules for Ring Closure // J. Chem. Soc., Chem. Commun.. — 1976. — С. 734.
- J. E. Baldwin, J. Cutting, W. Dupont, L. Kruse, L. Silberman, R. C. Thomas 5-Endo-trigonal reactions: a disfavoured ring closure // J. Chem. Soc., Chem. Commun.. — 1976. — С. 736—738.
- P. L. Roach, I. J. Clifton, V. Fülöp, K. Harlos, G. J. Barton, J. Hajdu, I. Andersson, C. J. Schofield, J. E. Baldwin Crystal structure of isopenicillin N synthase is the first from a new structural family of enzymes // Nature. — 1995. — Т. 375. — С. 700—704.